# Éric Rochant
Pour les articles homonymes, voir Rochant.
Éric Rochant, né le 24 février 1961 à Paris, est un réalisateur et scénariste (show runner) français.

## Biographie
Éric Rochant nait à Paris le 24 février 1961.
Il fait l'IDHEC (promotion 1980-1983), notamment en compagnie de Noémie Lvovsky, Pascale Ferran ou encore Arnaud Desplechin. Ce dernier officiera ensuite comme directeur de la photographie sur certains courts métrages d'Éric Rochant dès 1984[réf. nécessaire].
En 1987, Éric Rochant se fait remarquer avec le court-métrage Présence féminine, qui obtient le César du meilleur court métrage de fiction en 1988. En 1989, il passe au long métrage avec Un monde sans pitié avec Hippolyte Girardot et Mireille Perrier, qui brosse le portrait d'une jeunesse désenchantée. Ce premier film séduit la critique et le public, alors que toute une génération se reconnaît dans les personnages[réf. nécessaire]. Il remporte également plusieurs récompenses (César du meilleur premier film, César du meilleur espoir masculin pour Yvan Attal ainsi que le Prix Louis-Delluc) et fait de Rochant le pionnier d'une « nouvelle nouvelle vague ».
Éric Rochant retrouve Yvan Attal dans ses deux films suivants, tout d'abord Aux yeux du monde (1991) et Les Patriotes, film à gros budget (1994), qui plonge avec ambition dans l'univers des services secrets israéliens. Malgré un passage au Festival de Cannes, le film est un échec commercial,.
Il réalise ensuite le thriller Anna Oz (1996), la comédie Vive la République ! (1997), le film de gangsters décalé Total Western (2000). Mais ces films ne trouvent pas leur public[réf. nécessaire]. En 2001, il réalise le documentaire Traders, qui met en scène Imad Lahoud, jeune trader informaticien qui sera au centre de l'affaire Clearstream 2.
Après une pause dans sa carrière, il revient en 2006 avec L'École pour tous, dans lequel Arié Elmaleh devient professeur malgré lui dans un collège de banlieue.
Rochant s'essaie ensuite à la télévision et dirige de 2008 à 2010 de nombreux épisodes des deuxièmes et troisièmes saisons de la série Mafiosa diffusée sur Canal+. Ce « détour » télévisuel lui redonne le goût du cinéma[réf. nécessaire]. Il y revient en 2013 avec Möbius, histoire d'amour entre Jean Dujardin et Cécile de France sur fond de film d'espionnage. Dans la même veine, à partir de 2015, il réalise les cinq saisons de la série télévisée Le Bureau des légendes qui se déroule dans le monde des services secrets (français, mais aussi américains, iraniens et israéliens) : bien qu'appartenant au domaine de la fiction, cette série bien renseignée emprunte aux codes du réalisme.

## Filmographie

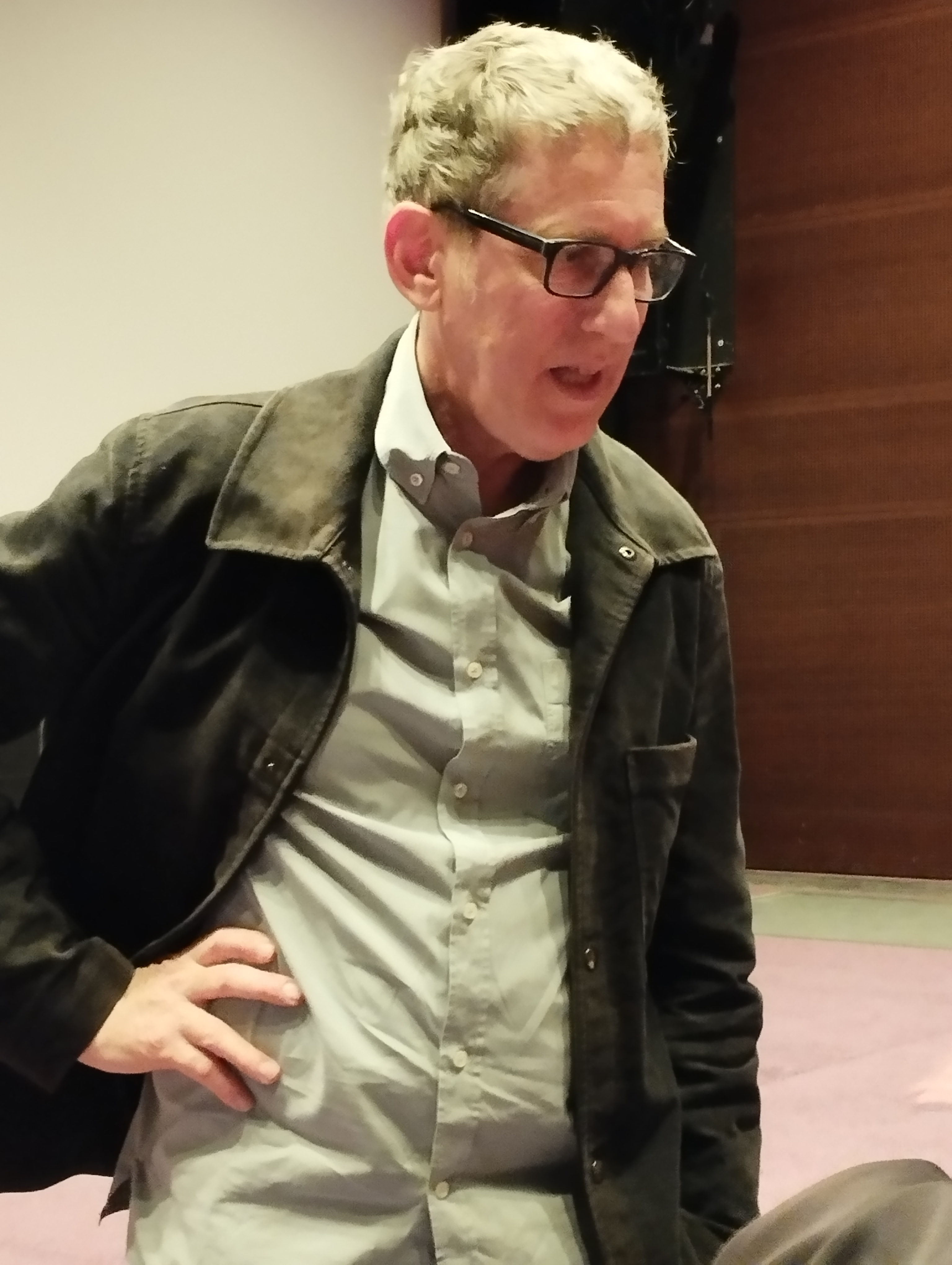
Éric Rochant présentant Les Patriotes à la Cinémathèque française en mai 2023.

### Réalisateur

#### Courts métrages
- 1984 : Comme les doigts de la main
- 1985 : French Lovers
- 1987 : Présence féminine

#### Longs métrages
- 1989 : Un monde sans pitié
- 1990 : Aux yeux du monde
- 1994 : Les Patriotes
- 1996 : Anna Oz
- 1997 : Vive la République !
- 2000 : Total Western
- 2006 : L'École pour tous
- 2013 : Möbius

#### Séries télévisées
- 2008-2010 : Mafiosa - saison 2 et 3
- 2015-2020 : Le Bureau des légendes - saisons 1 à 5
- 2023 : Tout va bien - saison 1 - épisodes 1 & 2

#### Documentaire
- 2001 : Traders

### Acteur
- 2017 : Valérian et la Cité des mille planètes de Luc Besson : Le capitaine qui accueille les Palm Müret à bord de la station Alpha
- 2020 : Le Bureau des légendes - saison 5 : Laurent

## Distinctions

### Récompenses
- César 1988 : César du meilleur court métrage de fiction pour Présence féminine
- 1989 : Prix Louis-Delluc pour Un monde sans pitié
- César 1990 : César du meilleur premier film pour Un monde sans pitié
- Mostra de Venise 1990 : 
  - Prix FIPRESCI pour Un monde sans pitié
  - Prix Kodak-cinecritique pour Un monde sans pitié

### Nominations
- César 1990 :
  - César du meilleur film pour Un monde sans pitié
  - César du meilleur scénario pour Un monde sans pitié
- Festival de Cannes 1994 : Palme d'or pour Les Patriotes